# NGC 6636/2
NGC 6636/2 је спирална галаксија у сазвежђу Змај која се налази на NGC листи објеката дубоког неба.
Деклинација објекта је + 66° 37' 21" а ректасцензија 18h 22m 4,9s. Привидна величина (магнитуда) објекта NGC 6636 износи 15,2 а фотографска магнитуда 16,0. NGC 66362 је још познат и под ознакама UGC 11221, MCG 11-22-47, CGCG 322-41, 7ZW 790, VV 368, VV 679, KAZ 199, KCPG 536B, PGC 61780.